# Rhysaspis rugosus
Rhysaspis rugosus là một loài tò vò trong họ Ichneumonidae.